# Sito Riera
Llorenç Riera Ortega (ur. 5 stycznia 1987 roku w Manacor) – hiszpański piłkarz występujący na pozycji pomocnika w cypryjskim klubie Enosis Neon Paralimni. Brat byłego reprezentanta Hiszpanii, Alberta Riery.

## Kariera klubowa
Wychowanek FC Barcelona. Rozpoczął karierę piłkarską w trzeciej, a potem w drugiej drużynie Barcelony. Latem 2007 przeszedł do RCD Espanyol, ale występował tylko w drugiej drużynie. W sezonie 2008/09 został wypożyczony do greckiego APS Panthrakikos. Po wygaśnięciu terminu wypożyczenia pozostał w Grecji, podpisując kontrakt z klubem Panionios GSS. 6 stycznia 2012 roku podpisał 3,5-letni kontrakt z Czornomorcem Odessa. 3 marca 2014 roku w związku z niestabilną sytuacją na Ukrainie za obopólną zgodą kontrakt został anulowany. W czerwcu 2014 podpisał 3,5-letni kontrakt z Kajratem Ałmaty. W 2016 związał się dwuletnią umową ze Śląskiem Wrocław. W 2018, w meczu z Sandecją, po otrzymaniu czerwonej kartki za faul na Pawło Ksionziu, uderzył głową sędziego Piotra Lasyka.